# Gare de Quéménéven
La gare de Quéménéven est une gare ferroviaire française de la ligne de Savenay à Landerneau, située sur le territoire de la commune de Quéménéven, dans le département du Finistère en région Bretagne. Elle se trouve à environ 2,7 kilomètres du bourg de la commune.

## Situation ferroviaire
Établie à 68 m d'altitude, la gare de Quéménéven est située au point kilométrique (PK) 702,562 de la ligne de Savenay à Landerneau, entre les gares ouvertes de Quimper et de Châteaulin. Elle est séparée de la gare de Quimper par la petite gare aujourd’hui fermée de Pont-Quéau (en Plogonnec).

## Histoire

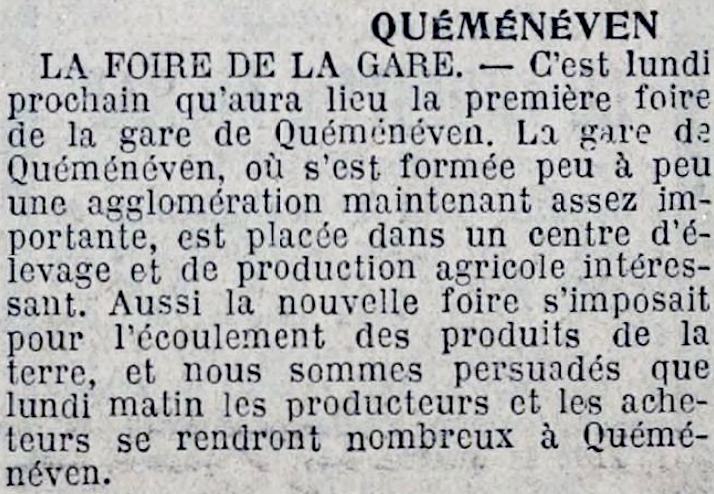
Article du journal La Dépêche de Brest et de l'Ouest annonçant la première foire organisée à la gare de Quéménéven en 1928.

## Service des voyageurs
Plus aucun train ne s’arrête en gare. La voie d’évitement et les voies de débords ont toutes été déposées. La voie actuelle ayant été réalignée, le quai situé contre le bâtiment voyageurs s’en trouve trop éloigné et le quai de l’ancienne voie d’évitement à du être détruit. Le bâtiment voyageurs n’a plus aucune utilité.

## Service des marchandises
Cette gare est ouverte au service du fret (train massif, gare gérée à distance).